# Кузьменко Іван Родіонович
Іва́н Родіо́нович Кузьме́нко (1886, місто Маріуполь, тепер Донецької області — ?) — радянський діяч, відповідальний секретар Могилів-Подільського окружного комітету КП(б) України. Кандидат у члени ЦК КП(б)У в листопаді 1927 — червні 1930 року. Член ВУЦВК.

## Життєпис
Член РСДРП(б) з березня 1917 року.
У червні 1926 — січні 1927 року — завідувач організаційного відділу Кам'янець-Подільського окружного комітету КП(б) України.
У 1927—1928 роках — відповідальний секретар Могилів-Подільського окружного комітету КП(б) України.
Працював на відповідальній роботі в Комі АРСР та в Москві.
14 червня 1938 року заарештований органами НКВС у Москві. Звинувачувався в участі у право-троцькістській організації. 20 квітня 1939 року засуджений особливою нарадою при НКВС СРСР до 8 років ув'язнення. Прибув до Ухтижемлагу 30 серпня 1939 року з Бутирської в'язниці Москви. Звільнений 14 травня 1946 року.
Подальша доля невідома.